# Pływanie na Letnich Igrzyskach Olimpijskich 2004 – 200 m stylem motylkowym kobiet
200 m stylem motylkowym kobiet – jedna z konkurencji pływackich, które odbyły się podczas XXVIII Igrzysk Olimpijskich. Eliminacje i półfinał miały miejsce 17 sierpnia, a finał 18 sierpnia. 
Mistrzynią olimpijską została Otylia Jędrzejczak, uzyskując czas 2:06,05. Zdobyła tym samym pierwszy złoty medal w konkurencjach pływackich dla Polski i swój trzeci medal na tych igrzyskach. Srebrny medal z czasem 2:06,36 wywalczyła Australijka Petria Thomas, która powtórzyła swój sukces z igrzysk olimpijskich z 1996 roku. Trzecie miejsce zajęła Yuko Nakanishi z Japonii (2:08,04).

## Terminarz
Wszystkie godziny podane są w czasie greckim (UTC+03:00) oraz polskim (CEST).
| Data             | Godzina rozpoczęcia | Godzina rozpoczęcia |            |
| Data             | UTC+03:00           | CEST                |            |
| ---------------- | ------------------- | ------------------- | ---------- |
| 17 sierpnia 2004 | 10:28               | 09:28               | Eliminacje |
| 17 sierpnia 2004 | 19:56               | 18:56               | Półfinały  |
| 18 sierpnia 2004 | 20:13               | 19:13               | Finał      |

## Rekordy
Przed zawodami rekord świata i rekord olimpijski wyglądały następująco:
| Rekord            | Zawodniczka        | Czas    | Miejsce | Data             |
| ----------------- | ------------------ | ------- | ------- | ---------------- |
| Rekord świata     | Otylia Jędrzejczak | 2:05,78 | Berlin  | 4 sierpnia 2002  |
| Rekord olimpijski | Misty Hyman        | 2:05,88 | Sydney  | 20 września 2000 |

## Wyniki

### Eliminacje
| Miejsce | Wyścig | Tor | Zawodniczka           | Państwo            | Czas    | Uwagi |
| ------- | ------ | --- | --------------------- | ------------------ | ------- | ----- |
| 1.      | 4      | 4   | Otylia Jędrzejczak    | Polska             | 2:09,64 | Q     |
| 2.      | 4      | 5   | Yuko Nakanishi        | Japonia            | 2:10,04 | Q     |
| 3.      | 2      | 4   | Éva Risztov           | Węgry              | 2:10,49 | Q     |
| 4.      | 4      | 3   | Kaitlin Sandeno       | Stany Zjednoczone  | 2:10,50 | Q     |
| 5.      | 3      | 4   | Petria Thomas         | Australia          | 2:10,87 | Q     |
| 6.      | 2      | 3   | Georgina Lee          | Wielka Brytania    | 2:10,99 | Q     |
| 7.      | 3      | 5   | Felicity Galvez       | Australia          | 2:11,17 | Q     |
| 8.      | 4      | 2   | Yukiko Osada          | Japonia            | 2:11,20 | Q     |
| 9.      | 3      | 6   | Francesca Segat       | Włochy             | 2:11,40 | Q     |
| 10.     | 4      | 1   | María Peláez          | Hiszpania          | 2:11,66 | Q     |
| 11.     | 3      | 1   | Li Jie                | Chiny              | 2:11,77 | Q     |
| 12.     | 2      | 5   | Dana Kirk             | Stany Zjednoczone  | 2:11,96 | Q     |
| 13.     | 4      | 6   | Mette Jacobsen        | Dania              | 2:11,99 | Q     |
| 14.     | 2      | 6   | Annika Mehlhorn       | Niemcy             | 2:12,25 | Q     |
| 15.     | 3      | 7   | Aurore Mongel         | Francja            | 2:12,26 | Q     |
| 16.     | 3      | 3   | Paola Cavallino       | Włochy             | 2:12,34 | Q     |
| 17.     | 2      | 7   | Beatrix Boulsevicz    | Węgry              | 2:12,54 |       |
| 18.     | 1      | 5   | Maria Bulakhova       | Rosja              | 2:12,99 |       |
| 19.     | 3      | 2   | Roser Vives           | Hiszpania          | 2:13,02 |       |
| 20.     | 2      | 8   | Raquel Felgueiras     | Portugalia         | 2:13,08 |       |
| 21.     | 4      | 8   | Georgina Bardach      | Argentyna          | 2:13,68 |       |
| 22.     | 4      | 7   | Vasiliki Angelopoulou | Grecja             | 2:13,88 |       |
| 23.     | 2      | 2   | Petra Zahrl           | Austria            | 2:13,92 |       |
| 24.     | 2      | 1   | Kwon You-ri           | Korea Południowa   | 2:14,30 |       |
| 25.     | 1      | 3   | Cheng Wan-jung        | Chińskie Tajpej    | 2:16,25 |       |
| 26.     | 3      | 8   | Wesna Stojanowska     | Macedonia Północna | 2:16,51 |       |
| 27.     | 1      | 2   | Nataliya Samorodina   | Ukraina            | 2:17,15 |       |
| 28.     | 1      | 4   | Anja Klinar           | Słowenia           | 2:18,15 |       |
| 29.     | 1      | 6   | Chan Wing Suet        | Hongkong           | 2:18,45 |       |
| 30.     | 1      | 1   | Heather Roffey        | Kajmany            | 2:19,34 |       |
| 31.     | 1      | 7   | Gülşah Günenç         | Turcja             | 2:20,17 |       |
| 32.     | 1      | 8   | Christel Bouvron      | Singapur           | 2:26,21 |       |

### Półfinały

#### Półfinał 1
| Miejsce | Tor | Zawodniczka     | Państwo           | Czas    | Uwagi |
| ------- | --- | --------------- | ----------------- | ------- | ----- |
| 1.      | 5   | Kaitlin Sandeno | Stany Zjednoczone | 2:08,77 | Q     |
| 2.      | 4   | Yuko Nakanishi  | Japonia           | 2:08,83 | Q     |
| 3.      | 8   | Paola Cavallino | Włochy            | 2:10,23 | Q     |
| 4.      | 7   | Dana Kirk       | Stany Zjednoczone | 2:10,69 |       |
| 5.      | 3   | Georgina Lee    | Wielka Brytania   | 2:10,93 |       |
| 6.      | 6   | Yukiko Osada    | Japonia           | 2:11,35 |       |
| 7.      | 1   | Annika Mehlhorn | Niemcy            | 2:11,37 |       |
| 8.      | 2   | María Peláez    | Hiszpania         | 2:12,54 |       |

#### Półfinał 2
| Miejsce | Tor | Zawodniczka        | Państwo   | Czas    | Uwagi |
| ------- | --- | ------------------ | --------- | ------- | ----- |
| 1.      | 4   | Otylia Jędrzejczak | Polska    | 2:08,84 | Q     |
| 2.      | 3   | Petria Thomas      | Australia | 2:09,24 | Q     |
| 3.      | 6   | Felicity Galvez    | Australia | 2:09,54 | Q     |
| 4.      | 5   | Éva Risztov        | Węgry     | 2:09,83 | Q     |
| 5.      | 1   | Mette Jacobsen     | Dania     | 2:10,47 | Q     |
| 6.      | 8   | Aurore Mongel      | Francja   | 2:11,13 |       |
| 7.      | 2   | Francesca Segat    | Włochy    | 2:11,18 |       |
| 8.      | 7   | Li Jie             | Chiny     | 2:13,41 |       |

### Finał
| Miejsce | Tor | Zawodniczka        | Państwo           | Czas    | Uwagi |
| ------- | --- | ------------------ | ----------------- | ------- | ----- |
| 1. !    | 3   | Otylia Jędrzejczak | Polska            | 2:06,05 |       |
| 2. !    | 6   | Petria Thomas      | Australia         | 2:06,36 |       |
| 3. !    | 5   | Yuko Nakanishi     | Japonia           | 2:08,04 |       |
| 4.      | 4   | Kaitlin Sandeno    | Stany Zjednoczone | 2:08,18 |       |
| 5.      | 2   | Felicity Galvez    | Australia         | 2:09,28 |       |
| 6.      | 8   | Mette Jacobsen     | Dania             | 2:10,01 |       |
| 7.      | 1   | Paola Cavallino    | Włochy            | 2:10,14 |       |
| 8.      | 7   | Éva Risztov        | Węgry             | 2:10,58 |       |